# Yola
| Yola        | Yola                  |
| ----------- | --------------------- |
| Land        | Nigeria               |
| Delstat     | Adamawa               |
| Højde       | 190 moh.              |
| Indbyggere  | 88.500 (Anslået 2004) |
| Beliggenhed |                       |
|             |                       |

Yola er administrationsby i den nigerianske delstat Adamawa. Byen ligger ved det øvre løb af floden Benue og var i det 19. århundrede den vigtigste havneby ved den. Yola blev grundlagt i 1841 og var til briternes besættelse i 1901 hovedstad for Fulaniere. Indbyggertallet lå i 2004 på ca. 88.500 mennesker. Fra 2007 nævnes tal på over 100.000. Dagtemperaturer på over 40 °C er almindelige i den tørre tid.
Yola er nærmest blevet tvillingeby med Jimeta, der ligger ca. 5 km mod nordvest og har omkring 140.000 indbyggere. Nord for byerne ligger Mandara-bjergene og mod syd Shebshi-bjergene med bjerget Dimlang på 2.042 moh. som højeste punkt (kaldes også Vogelspitze  efter den tyske opdagelsesrejsende Eduard Vogel der beskrev det i 1854). Yola er udgangspunkt for ture i Gashaka-Gumpti-nationalparken og til Mambilla-plateauet.

## Eksterne kilder og henvisninger
1. ↑  World Gazetteer (Städte in Nigeria)

9°14′N 12°28′Ø / 9.23°N 12.46°Ø
|  | Infoboks uden skabelon Denne artikel har en infoboks dannet af en tabel eller tilsvarende. |